# Liste des mammifères aux Açores
Pour des articles plus généraux, voir Liste des mammifères au Portugal et Faune aux Açores.

Carte topographique des Açores.

Localisation des Açores au Portugal.

Cette liste commentée recense la mammalofaune aux Açores. Elle répertorie les espèces de mammifères açoréens actuels et celles qui ont été récemment classifiées comme éteintes (à partir de l'Holocène, depuis donc 11 700 ans av. J.‑C.). Cette liste comporte 44 espèces réparties en sept ordres et quinze familles, dont une est « en danger critique d'extinction », quatre sont « en danger », trois sont « vulnérables », une est « quasi menacée » et douze ont des « données insuffisantes » pour être classées (selon les critères de la liste rouge de l'UICN au niveau mondial).
Elle contient au moins dix espèces introduites sur ce territoire, qui sont plus ou moins bien acclimatées. Il peut contenir aussi dans cette liste des animaux non reconnus par la liste rouge de l'UICN (aucun mammifère ici) et ils sont classés en « non évalué » : cela étant dû notamment au manque de données et à des espèces domestiques, disparues ou éteintes avant le XVIe siècle. Il existe aux Açores une espèce de mammifère endémique : la Noctule des Açores (Nyctalus azoreum). Par contre, il n'y a de sous-espèce endémique.

## Statuts de la liste rouge de l'UICN
Les statuts de conservation utilisés par la liste rouge de l'UICN mondiale sont :
| (EX) | Éteint                  | Il n'y a pas le moindre doute sur le fait que le dernier spécimen recensé est mort.                                                                   |
| (EW) | Éteint à l'état sauvage | L'espèce est connue uniquement en captivité ou en tant que population naturalisée bien en dehors de son ancienne aire de répartition.                 |
| (CR) | En danger critique      | L'espèce risque prochainement de s'éteindre à l'état sauvage.                                                                                         |
| (EN) | En danger               | L'espèce fait face à un très gros risque d'extinction à l'état sauvage.                                                                               |
| (VU) | Vulnérable              | L'espèce fait face à un gros risque d'extinction à l'état sauvage.                                                                                    |
| (NT) | Quasi menacé            | L'espèce ne satisfait pas un ou plusieurs des critères prévus qui permettraient de la catégoriser, mais pourrait risquer de s'éteindre dans le futur. |
| (LC) | Préoccupation mineure   | Il n'y a pas de risque identifiable pour l'espèce. |
| (DD) | Données insuffisantes   | Il n'y a pas d'information adéquate qui permettraient de faire une évaluation des risques pour cette espèce.                                          |
| (NE) | Non évalué              | L'espèce n'a pas encore été confrontée aux critères précédents, n'est pas reconnue par l'UICN ou bien s'est éteinte avant le XVIe siècle.             |

## Ordre:Primates

### Famille:Hominidés
| Nom binominal, nom vulgaire et citation d'auteurs | Nom vulgaire portugais (langue utilisée aux Açores) | Origine et statut aux Açores | Aire de répartition                    | Statut UICN mondial | Image         |
| ------------------------------------------------- | --------------------------------------------------- | ---------------------------- | -------------------------------------- | ------------------- | ------------- |
| Homo sapiens (Homme moderne) Linnaeus, 1758       | Ser humano                                          | Allochtone,                  | Aire de répartition de l'Homme moderne | [ 3 ]               | Homme moderne |

## Ordre:Lagomorphes

### Famille:Léporidés
| Nom binominal, nom vulgaire et citation d'auteurs         | Nom vulgaire portugais (langue utilisée aux Açores) | Origine et statut aux Açores | Aire de répartition                     | Statut UICN mondial | Image            |
| --------------------------------------------------------- | --------------------------------------------------- | ---------------------------- | --------------------------------------- | ------------------- | ---------------- |
| Oryctolagus cuniculus (Lapin de garenne) (Linnaeus, 1758) | Coelho-bravo                                        | Allochtone (Introduit),      | Aire de répartition du Lapin de garenne | [ 5 ]               | Lapin de garenne |

## Ordre:Rodentiens

### Famille:Muridés
| Nom binominal, nom vulgaire et citation d'auteurs   | Nom vulgaire portugais (langue utilisée aux Açores) | Origine et statut aux Açores | Aire de répartition                    | Statut UICN mondial | Image        |
| --------------------------------------------------- | --------------------------------------------------- | ---------------------------- | -------------------------------------- | ------------------- | ------------ |
| Mus musculus (Souris grise) Linnaeus, 1758          | Rato-caseiro                                        | Allochtone (Introduit)       | Aire de répartition de la Souris grise | [ 6 ]               | Souris grise |
| Rattus norvegicus (Rat surmulot) (Berkenhout, 1769) | Rato-marrom                                         | Allochtone (Introduit)       | Aire de répartition du Rat surmulot    | [ 7 ]               | Rat surmulot |
| Rattus rattus (Rat noir) (Linnaeus, 1758)           | Rato-preto                                          | Allochtone (Introduit)       | Aire de répartition du Rat noir        | [ 8 ]               | Rat noir     |

## Ordre:Érinacéomorphes

### Famille:Érinacéidés
| Nom binominal, nom vulgaire et citation d'auteurs                  | Nom vulgaire portugais (langue utilisée aux Açores) | Origine et statut aux Açores | Aire de répartition                                  | Statut UICN mondial | Image                         |
| ------------------------------------------------------------------ | --------------------------------------------------- | ---------------------------- | ---------------------------------------------------- | ------------------- | ----------------------------- |
| Erinaceus europaeus (Hérisson d'Europe occidentale) Linnaeus, 1758 | Ouriço-terrestre                                    | Allochtone (Introduit)       | Aire de répartition du Hérisson d'Europe occidentale | [ 9 ]               | Hérisson d'Europe occidentale |

## Ordre:Chiroptères

### Famille:Vespertilionidés
| Nom binominal, nom vulgaire et citation d'auteurs                | Nom vulgaire portugais (langue utilisée aux Açores) | Origine et statut aux Açores                | Aire de répartition                             | Statut UICN mondial | Image                  |
| ---------------------------------------------------------------- | --------------------------------------------------- | ------------------------------------------- | ----------------------------------------------- | ------------------- | ---------------------- |
| Myotis myotis (Grand Murin) (Borkhausen, 1797)                   | Morcego-rato-grande                                 | Autochtone,                                 | Aire de répartition du Grand Murin              | [ 10 ]              | Grand Murin            |
| Nyctalus azoreum (Noctule des Açores) (Thomas, 1901)             | Morcego-dos-açores                                  | Autochtone (Endémique),                     | Illustration manquante                          | [ 11 ]              | Noctule des Açores     |
| Nyctalus leisleri (Noctule de Leisler) (Kuhl, 1817)              | Morcego-arborícola-pequeno                          | Peut-être allochtone (Peut-être introduit), | Aire de répartition de la Noctule de Leisler    | [ 13 ]              | Noctule de Leisler     |
| Pipistrellus maderensis (Pipistrelle de Madère) (Dobson, 1878)   | — aucun —                                           | Autochtone                                  | Aire de répartition de la Pipistrelle de Madère | [ 15 ]              | Illustration manquante |
| Pipistrellus pipistrellus (Pipistrelle commune) (Schreber, 1774) | Morcego-anão                                        | Autochtone                                  | Aire de répartition de la Pipistrelle commune   | [ 16 ]              | Pipistrelle commune    |

## Ordre:Cétacés

### Famille:Balænidés
| Nom binominal, nom vulgaire et citation d'auteurs                         | Nom vulgaire portugais (langue utilisée aux Açores) | Origine et statut aux Açores | Aire de répartition                                            | Statut UICN mondial | Image                                |
| ------------------------------------------------------------------------- | --------------------------------------------------- | ---------------------------- | -------------------------------------------------------------- | ------------------- | ------------------------------------ |
| Eubalaena glacialis (Baleine franche de l'Atlantique Nord) (Müller, 1776) | Baleia-basca                                        | Autochtone                   | Aire de répartition de la Baleine franche de l'Atlantique Nord | [ 17 ]              | Baleine franche de l'Atlantique Nord |

### Famille:Balænoptéridés
| Nom binominal, nom vulgaire et citation d'auteurs            | Nom vulgaire portugais (langue utilisée aux Açores) | Origine et statut aux Açores | Aire de répartition                        | Statut UICN mondial | Image            |
| ------------------------------------------------------------ | --------------------------------------------------- | ---------------------------- | ------------------------------------------ | ------------------- | ---------------- |
| Balaenoptera acutorostrata (Baleine de Minke) Lacépède, 1804 | Baleia-anã                                          | Autochtone                   | Aire de répartition de la Baleine de Minke | [ 19 ]              | Baleine de Minke |
| Balaenoptera borealis (Rorqual boréal) Lesson, 1828          | Baleia-boreal                                       | Autochtone                   | Aire de répartition du Rorqual boréal      | [ 20 ]              | Rorqual boréal   |
| Balaenoptera brydei (Rorqual de Bryde) Olsen, 1913           | Baleia-de-bryde                                     | Autochtone                   | Aire de répartition du Rorqual de Bryde    | [ 22 ]              | Rorqual de Bryde |
| Balaenoptera musculus (Rorqual bleu) (Linnaeus, 1758)        | Baleia-azul                                         | Autochtone                   | Aire de répartition du Rorqual bleu        | [ 23 ]              | Rorqual bleu     |
| Balaenoptera physalus (Rorqual commun) (Linnaeus, 1758)      | Baleia-fina                                         | Autochtone                   | Aire de répartition du Rorqual commun      | [ 24 ]              | Rorqual commun   |
| Megaptera novaeangliae (Baleine à bosse) (Borowski, 1781)    | Jubarte                                             | Autochtone                   | Aire de répartition de la Baleine à bosse  | [ 25 ]              | Baleine à bosse  |

### Famille:Delphinidés
| Nom binominal, nom vulgaire et citation d'auteurs                      | Nom vulgaire portugais (langue utilisée aux Açores) | Origine et statut aux Açores | Aire de répartition                                    | Statut UICN mondial | Image                           |
| ---------------------------------------------------------------------- | --------------------------------------------------- | ---------------------------- | ------------------------------------------------------ | ------------------- | ------------------------------- |
| Delphinus delphis (Dauphin commun à bec court) Linnaeus, 1758          | Golfinho-comum-de-bico-curto                        | Autochtone                   | Aire de répartition du Dauphin commun à bec court      | [ 27 ]              | Dauphin commun à bec court      |
| Stenella coeruleoalba (Dauphin bleu et blanc) (Meyen, 1833)            | Golfinho-riscado                                    | Autochtone                   | Aire de répartition du Dauphin bleu et blanc           | [ 28 ]              | Dauphin bleu et blanc           |
| Stenella frontalis (Dauphin tacheté de l'Atlantique) (G. Cuvier, 1829) | Golfinho-pintado-do-atlântico                       | Autochtone                   | Aire de répartition du Dauphin tacheté de l'Atlantique | [ 29 ]              | Dauphin tacheté de l'Atlantique |
| Tursiops truncatus (Grand Dauphin commun) (Montagu, 1821)              | Golfinho-roaz                                       | Autochtone                   | Aire de répartition du Grand Dauphin commun            | [ 30 ]              | Grand Dauphin commun            |
| Feresa attenuata (Orque pygmée) Gray, 1874                             | Orca-pigmeia                                        | Peut-être autochtone,        | Aire de répartition de l'Orque pygmée                  | [ 32 ]              | Orque pygmée                    |
| Globicephala macrorhynchus (Globicéphale tropical) Gray, 1846          | Baleia-piloto-de-aleta-curta                        | Autochtone                   | Aire de répartition du Globicéphale tropical           | [ 33 ]              | Globicéphale tropical           |
| Globicephala melas (Globicéphale noir) (Traill, 1809)                  | Baleia-piloto-de-aleta-longa                        | Autochtone                   | Aire de répartition du Globicéphale noir               | [ 34 ]              | Globicéphale noir               |
| Grampus griseus (Dauphin de Risso) (G. Cuvier, 1812)                   | Grampo                                              | Autochtone                   | Aire de répartition du Dauphin de Risso                | [ 35 ]              | Dauphin de Risso                |
| Orcinus orca (Orque) (Linnaeus, 1758)                                  | Orca                                                | Autochtone                   | Aire de répartition de l'Orque                         | [ 37 ]              | Orque                           |
| Pseudorca crassidens (Fausse Orque) (Owen, 1846)                       | Orca-bastarda                                       | Autochtone                   | Aire de répartition de la Fausse Orque                 | [ 38 ]              | Fausse Orque                    |
| Steno bredanensis (Sténo) (G. Cuvier in Lesson, 1828)                  | Golfinho-de-dentes-rugosos                          | Autochtone                   | Aire de répartition du Sténo                           | [ 40 ]              | Sténo                           |

### Famille:Phocœnidés
| Nom binominal, nom vulgaire et citation d'auteurs    | Nom vulgaire portugais (langue utilisée aux Açores) | Origine et statut aux Açores | Aire de répartition                    | Statut UICN mondial | Image           |
| ---------------------------------------------------- | --------------------------------------------------- | ---------------------------- | -------------------------------------- | ------------------- | --------------- |
| Phocoena phocoena (Marsouin commun) (Linnaeus, 1758) | Bôto                                                | Autochtone                   | Aire de répartition du Marsouin commun | [ 41 ]              | Marsouin commun |

### Famille:Physétéridés
| Nom binominal, nom vulgaire et citation d'auteurs      | Nom vulgaire portugais (langue utilisée aux Açores) | Origine et statut aux Açores | Aire de répartition                    | Statut UICN mondial | Image           |
| ------------------------------------------------------ | --------------------------------------------------- | ---------------------------- | -------------------------------------- | ------------------- | --------------- |
| Kogia breviceps (Cachalot pygmée) (Blainville, 1838)   | Cachalote-pigmeu                                    | Autochtone                   | Aire de répartition du Cachalot pygmée | [ 42 ]              | Cachalot pygmée |
| Kogia sima (Cachalot nain) (Owen, 1866)                | Cachalote-anão                                      | Autochtone                   | Aire de répartition du Cachalot nain   | [ 43 ]              | Cachalot nain   |
| Physeter macrocephalus (Grand Cachalot) Linnaeus, 1758 | Cachalote                                           | Autochtone                   | Aire de répartition du Grand Cachalot  | [ 44 ]              | Grand Cachalot  |

### Famille:Ziphiidés
| Nom binominal, nom vulgaire et citation d'auteurs                     | Nom vulgaire portugais (langue utilisée aux Açores) | Origine et statut aux Açores | Aire de répartition                               | Statut UICN mondial | Image                    |
| --------------------------------------------------------------------- | --------------------------------------------------- | ---------------------------- | ------------------------------------------------- | ------------------- | ------------------------ |
| Hyperoodon ampullatus (Hypérodon boréal) (Forster, 1770)              | Botinhoso                                           | Autochtone                   | Aire de répartition du Hypérodon boréal           | [ 45 ]              | Hypérodon boréal         |
| Mesoplodon bidens (Mésoplodon de Sowerby) (Sowerby, 1804)             | Baleia-bicuda-de-sowerby                            | Autochtone                   | Aire de répartition du Mésoplodon de Sowerby      | [ 46 ]              | Mésoplodon de Sowerby    |
| Mesoplodon densirostris (Mésoplodon de Blainville) (Blainville, 1817) | Baleia-bicuda-de-blainville                         | Autochtone                   | Aire de répartition du Mésoplodon de Blainville   | [ 47 ]              | Mésoplodon de Blainville |
| Mesoplodon europaeus (Mésoplodon de Gervais) (Gervais, 1855)          | Baleia-bicuda-de-gervais                            | Autochtone                   | Aire de répartition du Mésoplodon de Gervais      | [ 48 ]              | Mésoplodon de Gervais    |
| Mesoplodon mirus (Mésoplodon de True) True, 1913                      | Baleia-bicuda-de-true                               | Autochtone                   | Aire de répartition du Mésoplodon de True         | [ 49 ]              | Mésoplodon de True       |
| Ziphius cavirostris (Baleine à bec de Cuvier) G. Cuvier, 1823         | Zifio                                               | Autochtone                   | Aire de répartition de la Baleine à bec de Cuvier | [ 50 ]              | Baleine à bec de Cuvier  |

## Ordre:Carnivores

### Famille:Canidés
| Nom binominal, nom vulgaire et citation d'auteurs | Nom vulgaire portugais (langue utilisée aux Açores) | Origine et statut aux Açores | Aire de répartition              | Statut UICN mondial | Image     |
| ------------------------------------------------- | --------------------------------------------------- | ---------------------------- | -------------------------------- | ------------------- | --------- |
| Canis lupus (Loup gris) Linnaeus, 1758            | Lobo                                                | Allochtone (Introduit)       | Aire de répartition du Loup gris | [ 52 ]              | Loup gris |

### Famille:Mustélidés
| Nom binominal, nom vulgaire et citation d'auteurs | Nom vulgaire portugais (langue utilisée aux Açores) | Origine et statut aux Açores | Aire de répartition                        | Statut UICN mondial | Image            |
| ------------------------------------------------- | --------------------------------------------------- | ---------------------------- | ------------------------------------------ | ------------------- | ---------------- |
| Mustela nivalis (Belette d'Europe) Linnaeus, 1766 | Doninha-anã                                         | Allochtone (Introduit)       | Aire de répartition de la Belette d'Europe | [ 53 ]              | Belette d'Europe |
| Mustela putorius (Putois d'Europe) Linnaeus, 1758 | Tourão                                              | Allochtone (Introduit)       | Aire de répartition du Putois d'Europe     | [ 54 ]              | Putois d'Europe  |

### Famille:Phocidés
| Nom binominal, nom vulgaire et citation d'auteurs                | Nom vulgaire portugais (langue utilisée aux Açores) | Origine et statut aux Açores | Aire de répartition                                 | Statut UICN mondial | Image                        |
| ---------------------------------------------------------------- | --------------------------------------------------- | ---------------------------- | --------------------------------------------------- | ------------------- | ---------------------------- |
| Monachus monachus (Phoque moine de Méditerranée) (Hermann, 1779) | Foca-monge-do-mediterrâneo                          | Autochtone (Disparu),        | Aire de répartition du Phoque moine de Méditerranée | [ 55 ]              | Phoque moine de Méditerranée |

### Famille:Félidés
| Nom binominal, nom vulgaire et citation d'auteurs | Nom vulgaire portugais (langue utilisée aux Açores) | Origine et statut aux Açores | Aire de répartition                 | Statut UICN mondial | Image        |
| ------------------------------------------------- | --------------------------------------------------- | ---------------------------- | ----------------------------------- | ------------------- | ------------ |
| Felis silvestris (Chat sauvage) Schreber, 1777    | Gato-bravo                                          | Allochtone (Introduit)       | Aire de répartition du Chat sauvage | [ 57 ]              | Chat sauvage |